# Grafenberg (Badenia-Wirtembergia)
Grafenberg – miejscowość i gmina w Niemczech, w kraju związkowym Badenia-Wirtembergia, w rejencji Tybinga, w regionie Neckar-Alb, w powiecie Reutlingen, wchodzi w skład wspólnoty administracyjnej Metzingen. Leży ok. 12 km na północny zachód od Reutlingen, przy drodze krajowej B313.